# Казе Лантернари (Анкона)
Казе Лантернари је насеље у Италији у округу Анкона, региону Марке.
Према процени из 2011. у насељу је живело 78 становника. Насеље се налази на надморској висини од 255 м.